# شربل نحاس
شربل نحاس (و. 1954)، هو أمين عام حركة "مواطنون ومواطنات في دولة". تولى وزارة الاتصالات في  لبنان (2009- 2011)، في أول حكومة يرأسها سعد الحريري. وفي 13 يونيو 2011 تولى وزارة العمل في حكومة يونيو 2011 التي شكلها رئيس الوزراء نجيب ميقاتي. حتى 2012.

## حياته
درس شربل نحاس الهندسة والتخطيط في معهدي بوليتكنيك والجسور والطرق في باريس إلى جانب العلوم الاقتصادية والأنتروبولوجيا. وبعد عودته إلى لبنان سنة 1979، علم في الجامعة اللبنانية لمدة 12 عاما.
كان مسؤولا عن إعادة إعمار وسط بيروت بين 1982 و1986. وانتقل في 1986 إلى القطاع المصرفي حيث عمل على ترتيب عدة عمليات تمويل مشاريع لا سيما في قطاع الاتصالات وبرامج إسكانية وساهم في تطوير القطاع المصرفي بعد الحرب.
وضع في سنتي 1998 و1999 «برنامج تصحيح مالي» وقدمه إلى الحكومة اللبنانية وهو منذ ذلك الحين يعمل في مجالي الاستشارات والأبحاث الاقتصاية.

## أبرز ميادين نشاطه
- "التخطيط والاقتصاد المجالي: وكان منسق السياسات العامة والشؤون الاقتصادية ضمن الفريق الذي وضع "المخطط الشامل لترتيب الأراضي في لبنان" بين 2002 و2004 وقاد الفريق الذي وضع "خطة الاستثمارات العامة" في 2005 و2006، والتي أعدت بتكليف من مجلس الإنماء والاعمار إلى جانب إسهامات مختلفة حول مسائل وطنية وإقليمية (العلاقات مع سوريا، الشراكة الأوروبية وسياسة الجوار، ألخ)
- " مسائل المالية العامة والتنمية: فوضع "إستراتيجية للتنمية الاجتماعية في لبنان" وحضر لاقتراح قانون حول إصلاح نظام ضمان الشيخوخة وشارك في مناقشة برامج "الإصلاح المالي" والمؤتمرات المتتالية حولها.
- " التحليل الاجتماعي والاقتصاد السياسي: مع عدة أبحاث ومنشورات لا سيما حول مسائل التعليم والهجرة.

## وصلات خارجية
- الموقع الشخصي لشربل نحاس
- الموقع الرسمي لوزارة الاتصالات اللبنانية
- الموقع الرسمي للتيار الوطني الحر
- مقابلة مع شربل نحاس في صحيفة الأخبار اللبنانية. (نسخة محفوظة 27 نوفمبر 2009 على موقع واي باك مشين.)
- Interview with Dr Charbel Nahas, لوريون لوجور، 27 May 2010